# Wegerhaus

Ofenbergstraße Wegerhaus Ora di spin mit Piz d’Irreina

Ein Wegerhaus ist ein Wohn- und Lagerhaus für einen Weger (Straßenwärter) im Sprachgebrauch der Schweiz und regional in Deutschland. Heutzutage haben Wegerhäuser ihren Nutzen verloren. Statt Wegerhäuser werden größere Anlagen wie Werkhöfe (Straßenmeistereien) benutzt, die meist ausschließlich zur Lagerung von Maschinen und Baumaterial dienen.

## Geschichte
Im Deutschen Wörterbuch der Brüder Grimm von 1854 wird es als «Haus des Straszenwärters» erwähnt und unter der Berninahöhe verortet. Bereits Berthold Auerbach nennt diese Häuser 1843 in seinen Schwarzwälder Dorfgeschichten. Viele dieser Wegerhäuser wurden vor über 100 Jahren errichtet, als der Verkehr zunahm und man die Straßen in Stand halten musste. Große Baumaschinen waren noch unbekannt, so standen in regelmäßigen Abständen Wegerhäuser mit Werkzeuglagern und Magazinen für Baumaterial am Straßenrand. Sie dienten den Wegmachern auch als Schutz vor Kälte und Regen und als Wohnung. Vor allem entlang der Passstraßen, wie zum Beispiel auf dem Splügenpass, waren Wegerhäuser essenziell. Solche wurden ganzjährig von Wegern mit ihren Familien genutzt. Der Aufbau und Ausbau dieser Infrastruktur erfolgte über Jahrzehnte. Heute werden Wegerhäuser nur noch selten benutzt. Lastwagen, Schneepflug, Bagger und andere Maschinen lassen Wegerhäusern ihren Nutzen verlieren. Heutzutage hat man statt vieler Wegerhäuser in kurzen Abständen nur noch einzelne größere Werkhöfe, die größere Gebiete umfassen.